# Frontera entre Kenia y Sudán del Sur
La frontera entre Kenia y Sudán del Sur es el límite internacional de 232 kilómetros de longitud, en sentido este-oeste, ubicada en el sureste de Sudán del Sur (provincia de Ecuatoria Oriental), y que separa este país de Kenia (provincia del Valle del Rift).

## Trazado
Son dos trazos casi rectilíneos. El más corto, al oeste, comienza en la triple frontera entre ambos países con Uganda y va a parar al noreste hasta el inicio del trazo más largo, que sigue en la dirección de los paralelos hasta la triple frontera de ambos países con Etiopía, dentro del extremo norte del lago Turkana (antiguo lago Rodolfo). Al norte de este trazado está el triángulo de Ilemi. La parte meridional de este territorio constituye el rasgo mayor de la frontera, siendo un área de 10.200 a 14.000 km², reivindicada por el Sudán, Etiopía y Kenia antes de la independencia de Sudán del Sur en 2011; Kenia lo ocupa desde entonces como zona en disputa entre los tres estados.
La frontera corresponde a la antigua frontera entre Sudán (hoy en Ecuatoria Central, Sudán del Sur) y Kenia, ya que con la independencia de Sudán del Sur en julio de 2011 la frontera del lado sudanés pasó a control sursudanés. La frontera entre Kenia y Sudán fue definida oficialmente en 1956, cuando Sudán obtuvo la independencia de Egipto y el Reino Unido, de los que había constituido desde 1898 el protectorado llamado Sudán Angloegipcio.